# Girolamo Bellarmato
Girolamo Bellarmato o Bellarmati (Siena, 24 agosto 1493 – Chalon-sur-Saône, 28 aprile 1555) è stato un architetto, ingegnere e cartografo italiano.
Si formò ad Urbino ed insegnò matematica in diverse città italiane. A Siena ebbe la cattedra di matematica, architettura militare e cosmografia.
Nel 1536, a Roma, uscì la prima edizione di un'eccezionale carta della Toscana, la Chorographia Tusciae, che venne più volte ristampata. Dopo essere stato esiliato partì per la Francia, dove Francesco I lo nominò ingegnere reale. Qui progettò la cittadella di Chalon-sur-Saône in Borgogna nel 1547 e disegnò il primo piano urbanistico di Le Havre in Normandia.